# Xanthorhoe herculeana
Xanthorhoe herculeana är en fjärilsart som beskrevs av Hans Zerny 1934. Xanthorhoe herculeana ingår i släktet Xanthorhoe och familjen mätare. Inga underarter finns listade i Catalogue of Life.